# Boléro (Chopin)
Il Boléro, Op. 19, è una composizione pianistica scritta da Fryderyk Chopin fra il 1830 e il 1833 e pubblicata nel 1834. È uno dei suoi pezzi per pianoforte meno conosciuti, nonostante sia stato inciso numerose volte.

## Composizione
L'ispirazione apparente per il Boléro sembrerebbe essere stata l'amicizia di Chopin con il soprano francese Pauline Viardot, il cui padre, il famoso tenore spagnolo Manuel García, aveva introdotto il bolero a Parigi verso il 1830, poco prima dell'arrivo di Chopin, ma vi sono molti dubbi sulla veridicità dell'informazione. Il suo biografo Frederick Niecks ipotizzò che forse Chopin si fosse ispirato al Bolero de La muta di Portici di Daniel Auber, opera che il musicista aveva ascoltato molte volte a Varsavia e a Vienna. Nonostante il sapore apparentemente spagnolo del pezzo, è stato descritto come una polacca sotto mentite spoglie, e in effetti la composizione ha il ritmo specifico della Polacca; è stato definito anche un boléro à la polonaise, perché i suoi ritmi sono effettivamente più evocativi della danza nazionale della patria di Chopin di qualsiasi altro elemento spagnolo. Il Boléro fu scritto almeno cinque anni prima che Chopin visitasse una terra iberica, Maiorca, nel 1838.
La composizione fu dedicata ad Émilie de Flahaut quando la giovane aveva solo 15 anni; nata in Scozia, ma per metà francese, fu allieva di Chopin e in seguito sposò Henry Petty-FitzMaurice, IV marchese di Lansdowne.
Il lavoro fu pubblicato nel 1834 e nel 1835 da editori diversi da quelli abituali, a parte Wessel di Londra; probabilmente Prilipp e Peters volevano assicurarsi le composizioni di Chopin e per farlo offrirono ben 500 franchi per il Boléro, molto più dei compensi dati per altre opere.

## Struttura
La tonalità generale del Boléro è particolare. È stato spesso indicato come Boléro in Do maggiore - La minore, perché l'opera si apre con tre ottave all'unisono in Sol (accordi dominanti di Do maggiore) con un fortissimo, a cui segue quindi una lunga Introduzione in Do maggiore, passando al La minore (minore relativo) per il Boléro vero e proprio. È interrotto da sezioni in La maggiore, La bemolle maggiore e Si bemolle minore prima di ritornare in La minore. Termina trionfalmente in la maggiore (maggiore parallela).